# Кубинские трогоны
Кубинские трогоны (лат. Priotelus) — род птиц семейства трогоновых эндемичный для Карибских островов.

## Этимология
Научное название рода Priotelus представляет собой сочетание двух древнегречесих слов prion (пила) и telos (совершенный, полный).

## Классификация
В состав рода включают два вида. Близкими родами являются Euptilotis и Pharomachrus. Вместе они составляют сестринскую группу ко всем другим трогоновым Нового Света.
| Фото представителя | Научное название      | Руское название            | Ареал                                        |
| ------------------ | --------------------- | -------------------------- | -------------------------------------------- |
|                    | Priotelus roseigaster | Розовобрюхий трогон        | Эспаньола (Гаити и Доминиканская республика) |
|                    | Priotelus temnurus    | Кубинский трогон, токороро | Куба, Исла-де-ла-Хувентуд                    |

## Охрана
Оба вида включены в Красный список угрожаемых видов МСОП.